# Ирьйо-Коскинен
Ирьйо-Коскинен (фин. Yrjö-Koskinen) — дворянский род.
Сенатор Георг Захарий (Ирье) Форсман (1830—1903), финляндский историк, общественный и политический деятель, один из основателей партии старофиннов — возведён в дворянское достоинство в 1884 г. с фамилией «Ирьйо-Коскинен» и внесён в матрикул Рыцарского Дома Великого Княжества Финляндского 15.12.1884 под № 264. 16.6.1897 присвоен титул барона (№ 62).
- Юрьё-Коскинен, Аарно Армас Сакари (1885—1951) — финский политический деятель и дипломат.